# كيندريك لامار
كيندريك لامار داكويرث (بالإنجليزية: Kendrick Lamar Duckworth) (من مواليد 17 يونيو 1987) هو مغني راب، كاتب أغاني، ومنتج تسجيل أمريكي. منذ ظهوره السائد في عام 2012 مع غود كيد، ماد سيتي، يُعتبر لامار أحد أكثر مغني الراب تأثيرًا في جيله. بصرف النظر عن حياته المهنية الفردية، فهو معروف أيضًا كعضو في فرقة الهيب هوب الفائقة بلاك هيبّي جنبًا إلى جنب مع زملائه في توب دوغ إنترتينمنت (TDE) أي بي-سول، جاي روك، وسكولبوي كيو.
نشأ لامار في كومبتون، كاليفورنيا، وبدأ مسيرته الموسيقية عندما كان مراهقًا تحت اسم المسرح كيّ دوت (K-Dot)، وأصدر شريطًا مختلطًا جذب انتباهًا محليًا وأدى إلى توقيعه مع شركة التسجيلات المستقلة توب دوغ إنترتينمنت. بدأ يكتسب التقدير في عام 2010 بعد إصداره الأول للبيع بالتجزئة، أوفرِلي دَدِكيّتد. في العام التالي، أصدر بشكل مستقل ألبومه الأول، سَكشِن. 80، والذي تضمن أغنيته المنفردة الأولى «هاي باور ‏». بحلول ذلك الوقت، كان قد جمع عددًا كبيرًا من المتابعين عبر الإنترنت وتعاون مع العديد من فناني الهيب هوب البارزين.
تحت علامة تسجيلاته الخاصة، تم إصدار ألبومه الأول، غود كيد، ماد سيتي، في عام 2012، حيث لاقى إشادة من النقاد. تم اعتماده لاحقًا من بالشهادة البلاتينية من قبل جمعية صناعة التسجيلات الأمريكية (RIAA). تضمن ألبومه الثالث تو بيمب أ بترفلاي (2015) عناصر من الفانك، السول، الجاز، والكلمة المنطوقة. أصبح أول ألبوم له يحقق المركز الأول على بيلبورد 200 للألبومات، وكان الألبوم الأكثر شهرة في عقد 2010، وفقًا لإحصاءات من ميتاكريتيك. تبعها أنتايتلد أنماسترد (2016)، وهي مجموعة من العروض التوضيحية التي لم يتم إصدارها والتي نشأت خلال جلسات التسجيل لتو بيمب أ بترفلاي. أصدر ألبومه الرابع، دام (2017) لمزيد من الإشادة؛ تصدرت الأغنية المنفردة الرئيسية «همبل» في الولايات المتحدة بيلبورد هوت 100، بينما أصبح الألبوم أول ألبوم غير كلاسيكي وغير موسيقى الجاز يحصل على جائزة بوليتزر للموسيقى. في عام 2018، كتب وأنتج 14 أغنية للموسيقى التصويرية لفيلم البطل الخارق بلاك بانثر، والذي نال أيضًا إشادة من النقاد.
حصل لامار على العديد من الجوائز خلال مسيرته المهنية، بما في ذلك 13 جائزة غرامي، وجائزتين أمريكيتين للموسيقى، وخمس جوائز بيلبورد للموسيقى، وجائزة بريت، و11 جائزة إم تي في لموسيقى الفيديو، وجائزة بوليتزر، وترشيح لجائزة الأوسكار. في عام 2012، اختارته إم تي في كأفضل MC في اللعبة على قائمتها السنوية. صنفته تايم على أنها واحدة من أكثر 100 شخصية مؤثرة في العالم في عام 2016. في عام 2015، حصل على جائزة أيقونة الأجيال من مجلس الشيوخ بولاية كاليفورنيا. تم إدراج ثلاثة من ألبومات الاستوديو الخاصة به في أعظم 500 ألبوم في كل العصور لرولينغ ستون (2020).

## حياة مبكرة

كندريك لامار في بونارو في مانشستر، تينيسي.

ولد كندريك لامار داكويرث في كومبتون، كاليفورنيا، في 17 يونيو 1987، ابن لزوجين من شيكاغو. على الرغم من أنه لم يكن في عصابة بنفسه، فقد نشأ حول أعضاء العصابة، مع أقرب أصدقائه ويستسايد بيرو بلودز ووالده، كيني داكويرث، كان من عصابة غانغستر ديسايبلز. أعطته والدته اسمه الأول تكريما للمغني وكاتب الأغاني الأمريكي إيدي كندريكس من فرقة ذا تيمبتيشنز. نشأ على الرفاه وفي القسم 8 السكني. في عام 1995، في سن الثامنة، شاهد لامار مصادر إلهامه توباك شاكور ودكتور دري يصوران الفيديو الموسيقي لأغنيتهما المنفردة «كاليفورنيا لوف»، والتي أثبتت أنها لحظة مهمة في حياته. عندما كان طفلاً، التحق لامار بمركز ماكنير الابتدائية والطليعية التعليمية في منطقة مدرسة كومبتون الموحدة. اعترف بأنه كان هادئًا وخجولًا في المدرسة، حتى أن والدته أكدت أنه كان «وحيدًا» حتى سن السابعة. عندما كان مراهقًا، التحق بمدرسة سينتينيال الثانوية في كومبتون، حيث كان يحرز علاماتٍ عالية.

## الفنية

### تأثيرات

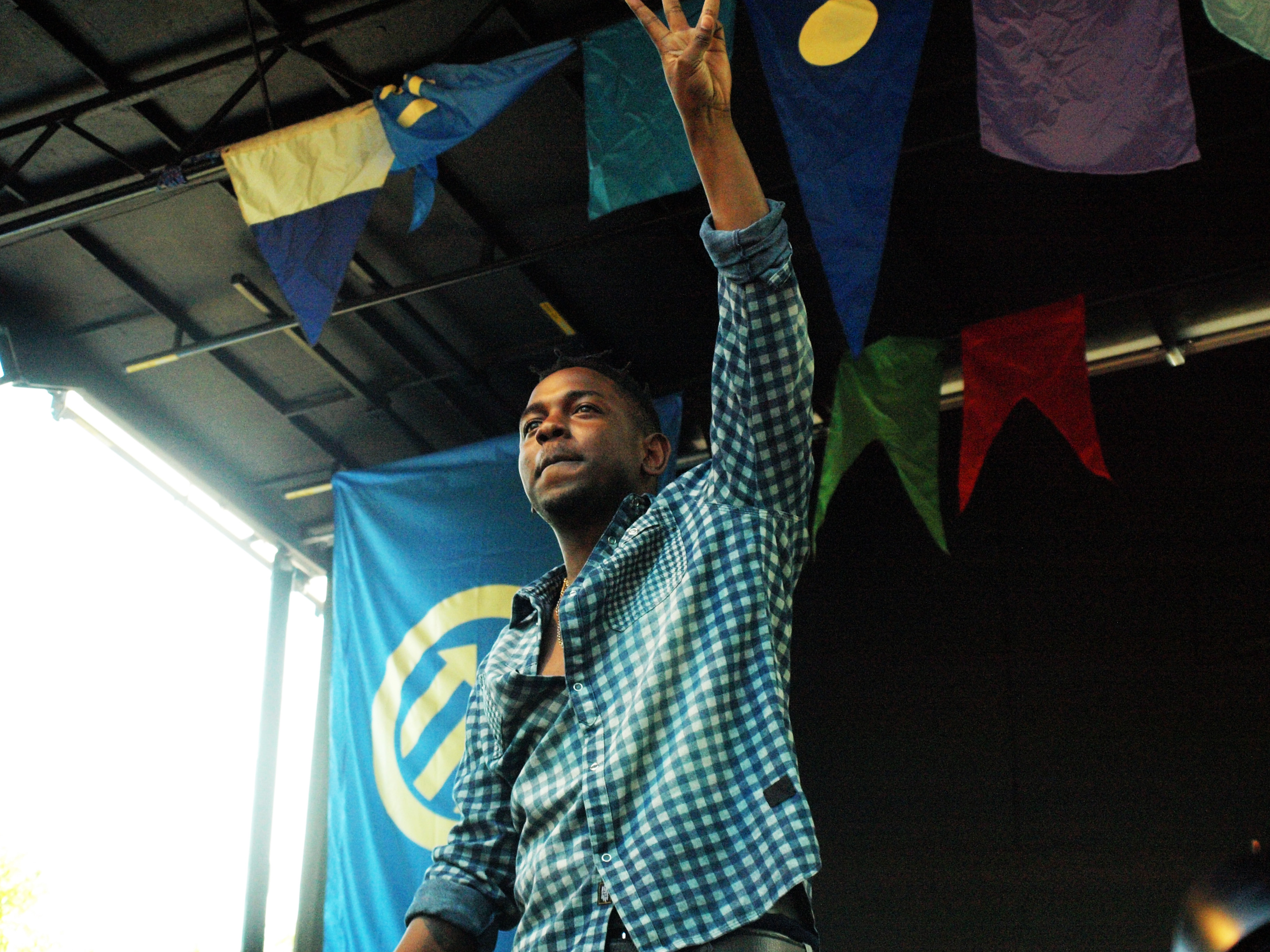
لامار يؤدي في عام 2012

صرح كندريك لامار أن توباك شاكور، ذا نوتوريوس بيغ، جاي-زي، ناز، وإيمينيم هم أفضل خمسة مغني راب مفضلين له. توباك شاكور هو أكبر تأثير له، وقد أثر على موسيقاه وكذلك أسلوب حياته اليومية. في مقابلة عام 2011 مع رولينغ ستون، ذكر لامار موس ديف وسنوب دوغ كمغنيي راب استمع إليهم وتأثر بهم خلال سنواته الأولى. كما يستشهد الآن بمغني الراب دي إم إكس باعتباره مؤثرًا: «[DMX] حقًا [جعلني أبدأ] في الموسيقى»، أوضح لامار في مقابلة مع إذاعة فيلادلفيا باور 99 ‏. «هذا الألبوم الأول [ إتز دارك أند هيل إز هوت] كلاسيكي، [لذلك كان له تأثير علي].» وقد صرح أيضًا أن إيزي-إي كان له تأثير في منشور بواسطة كومبلكس قائلاً: «لن أكون هنا اليوم لولا Eazy-E.»
في مقابلة في سبتمبر 2012، قال لامار إن مغني الراب إيمينيم «أثر كثيرًا على أسلوبي» ومنذ ذلك الحين أرجع الفضل إلى إيمينيم في عدوانه الخاص، في تسجيلات مثل «باكسيت فري ستايل». كما أعطى لامار عمل ليل وين في هوت بويز الفضل في التأثير على أسلوبه وأثنى على طول عمر مسيرته. لقد قال إنه نشأ أيضًا وهو يستمع إلى راكيم ودكتور دري وذا دوغ باوند. في يناير 2013، عندما سئل عن تسمية ثلاثة مغني راب لعبوا دورًا في أسلوبه، قال لامار: «من المحتمل أن يكون تأثير الساحل الغربي أكثر. القليل من كوروبوت، [Tupac]، مع بعض محتوى آيس كيوب.» في مقابلة في نوفمبر 2013 مع جي كيو، عندما سئل «من هم أسياد المسرح (MCs) الأربعة الذين صنعوا لامار؟»، أجاب توباك شاكور، دكتور دري، سنوب دوج وموب ديب، وسمى برودجي. زعم لامار أنه تأثر بعازف الجاز مايلز ديفيس وبرلمان فونكاديك أثناء تسجيل تو بيمب أ بترفلاي.

### نمط موسيقي

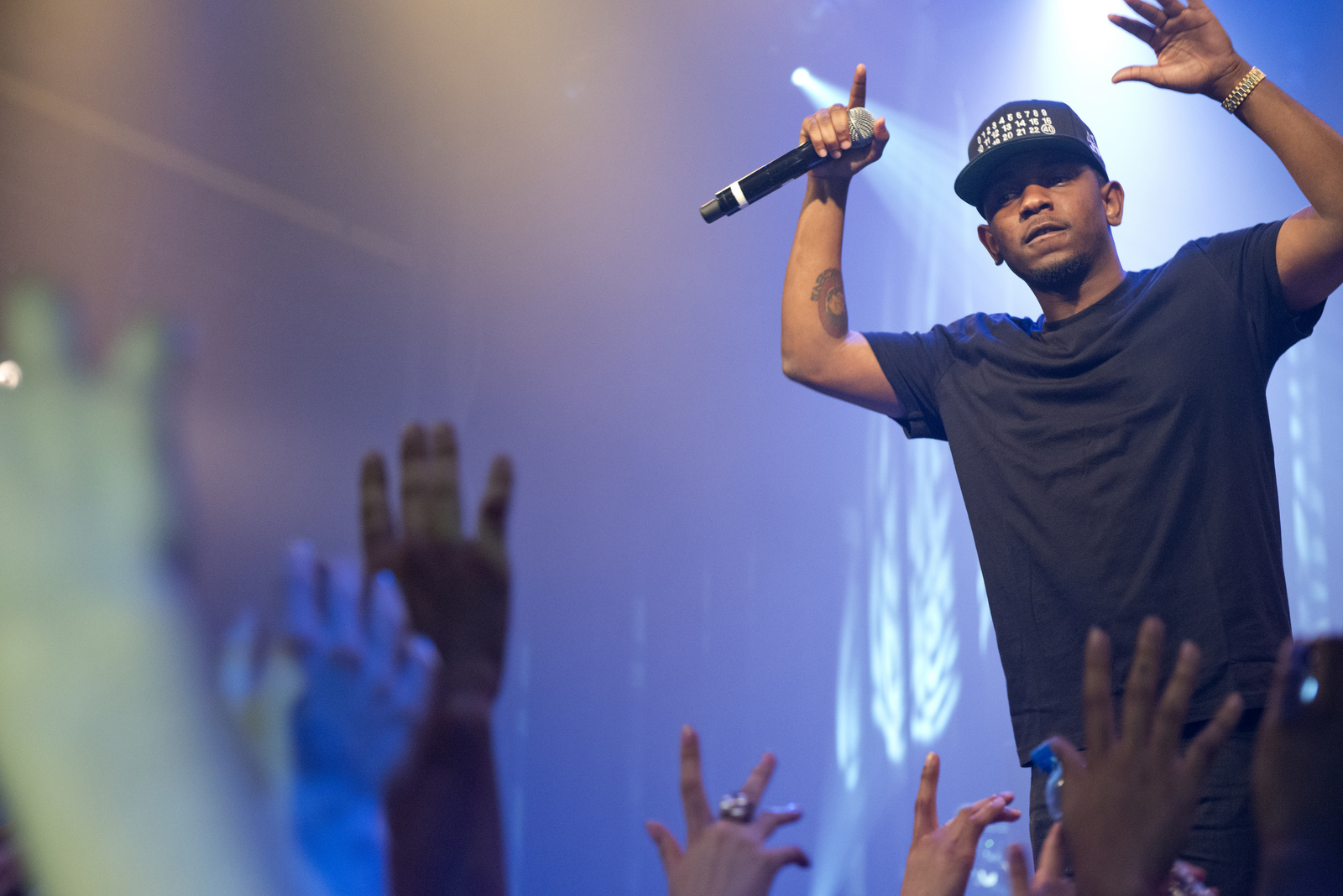
لامار يؤدي في عام 2013

تم تصنيف لامار على أنه «ملك الهيب هوب الجديد» مرات عديدة. قالت فوربس، عن وضع لامار كـ «ملك» الهيب هوب، «قد يكون أو لا يكون كندريك لامار أعظم مغني راب على قيد الحياة في الوقت الحالي. إنه بالتأكيد ضمن قوائم الفنانين القصيرة جدًا في المحادثة.» غالبًا ما يشير لامار إلى نفسه على أنه «أعظم مغني راب على قيد الحياة» وأطلق على نفسه ذات مرة لقب «ملك نيويورك».
فيما يتعلق بموضوع النوع الموسيقي الخاص به، قال لامار: «لا يمكنك حقًا تصنيف موسيقاي، إنها موسيقى بشرية». مشاريع لامار عادة ما تكون ألبومات ذات مفهوم. وجد النقاد تأثر غود كيد، ماد سيتي بشدة بهيب هوب الساحل الغربي وراب الغانغستا من حقبة التسعينيات. يتضمن ألبومه الاستوديو الثالث، تو بيمب أ بترفلاي، عناصر من الفانك، الجاز، الروح وشعر الكلمات المنطوقة.
أطلق عليه موقع بيتشفورك لقب «مغني الراب الصديق للراديو ولكن سياسيًا بشكل واضح»، لامار معروفًا بأنه «سيد رواية القصص» ووُصفت كلماته بأنها «كحدة سيف الكاتانا» وتدفقه رشيق ومهذب. تتضمن كتابات لامار عادةً إشارات إلى العنصرية، تمكين السود، والظلم الاجتماعي، مقارنة بخطاب حالة الاتحاد من قبل صحيفة الغارديان. كما سميت كتاباته بأنها «اعترافية» ومثيرة للجدل. وصفت صحيفة نيويورك تايمز أسلوب لامار الموسيقي بأنه ضد الوهج والصراخ، داخلي، ومعقد ووصفته بأنه مغني راب تقني. وصفت بيلبورد شعره الغنائي بأنه «شكسبيري».

## خلافات

### كلمات أغنية
بعد إصدار أغنية «همبل» في عام2017، واجه رد فعل عنيف بسبب السطور، «لقد سئمت جدًا وتعبت من الفوتوشوب / أرني شيئًا طبيعيًا مثل تسريحة الأفرو على ريتشارد بريور / أرني شيئًا طبيعيًا مثل المؤخرة التي عليها بعضًا من علامات التمدد». اتُهم بتخصيص أقسام من النساء اللواتي يستمتعن بالمكياج في محاولة منه للارتقاء. دافعت زميلتها في الشركة سزا لاحقًا عن لامار. كما تعرضت العارضة التي ظهرت في الفيديو الموسيقي لـ «همبل» للهجوم على مواقع التواصل الاجتماعي بسبب دورها في الفيديو.

### عداوات
في أغسطس 2013، ظهر لامار في أغنية «كنترول» لبيغ شون. في شعره، نادى لامار العديد من مغني الراب، وأخبرهم أنه سيقتل منافسه. جمع النص الردود والمقاطع الصوتية من فنانين مثل جو بودن، بابوز، ميك ميل، ديدي، لوبي فياسكو، وبي أو بي. وصفت رولينج ستون الأغنية بأنها «واحدة من أهم أغاني الهيب هوب في العقد الماضي».
تم الإبلاغ عن لامار بأنه على خلاف مع دريك. كومبلكس أطلقت على علاقتهما بـ «المعقدة»، أطلق عليها موقع جينيس اسم «الحرب اللاشعورية»، وأطلقت عليها جي كيو اسم «الحرب الباردة» بسبب الشعبية الكبيرة لكلا الفنانين. قبل مقطع لامار في أغنية «كنترول»، ظهر لامار في «باريد ألايف إنترلود» لدريك، وظهر دريك في أغنية «بويتيك جستس» المنفردة لـ لامار، وكلاهما ظهر في أغنية آيساب روكي «فاكين برابليمز». رد دريك على مقطع «كنترول» لـ لامار في مقابلة مع بيلبورد، قائلاً: «أعرف جيدًا وأن كندريك لن يقتلني، على الإطلاق، في أي منصة.»
في سبتمبر 2013، تم إصدار ألبوم دريك الثالث، ناثينغ واز ذا سيْم. تكهنت منشورات مثل كومبلكس أن دريك وجه إهانات مموهة إلى لامار في أغنية «ذا لانغويج». في مقابلة مع بيتشفورك بعد يوم واحد، أظهر دريك عدم موافقته على «كنترول»، قائلاً إنه لم يكن معجبًا بها وأضاف، «ضع في اعتبارك، سيستمر الأمر - كومبلكس وراب رادار (برنامج إذاعي) سيعطونها مثل، مقطع من الألفية وكل هذا الهراء أو أيا كان». قال دريك في وقت لاحق إن منافسه الوحيد هو كانييه ويست، بعد سؤاله عن كيندريك عندما قال أنه يقتل منافسه. زاد لامار من حدة التوترات في حفل توزيع جوائز بي إي تي هيب-هوب لعام 2013 عندما أشار إلى دريك أثناء خطابه بطريقة الشيفرة، قائلاً، «نعم، ولم يتغير شيء منذ أن أسقطوا أغنية «كنترول»/ وأعادوا الرابر الحساس إلى الوراء بملابس البيجامة». أشار ستيريوغم إلى أن لامار كان يشير إلى ألبوم استوديو دريك الثالث، ناثينغ واز ذا سيْم، كما وصفت وسائل الإعلام دريك بأنه شديد الحساسية.
في ديسمبر 2013، قال دريك، أثناء استجوابه من قبل فايس، إنه «وقف على موقفه» وعليه أن يدرك «أنا أتعرض للطعم ولن أسقط»، ثم رفض إنكار أن السطر في «ذا لانغويج» تم توجيهه إلى لامار، قائلاً إنه«لا يريد الدخول في ردود». ذهب دريك لاحقًا ليقول إنه اعترف بأن الخطوط الموجودة في رمز لامار كانت مناسبة له وأنه لم يكن كافيًا بالنسبة له لإعداد رد قبل أن يقول إنهم لم يروا بعضهم البعض منذ شيفرة حفل بي إي تي. تحدث كل مغني راب عن عدة خطوط مموهة تم الإبلاغ عنها، وأربعة من كيندريك على الأغاني، «باي فور إت»، «كينغ كونتا»، «داركسايد/غون»، و«ديب واتر» واثنان من دريك في الأغاني «يوزد تو» و«4 بي-إم إن كالاباساس».
كما دخل لامار في عداء مع مغني الراب في ديترويت والمتعاون السابق بيغ شون. بعد إطلاق أغنية «كنترول» لشون في أغسطس 2013 حيث اتصل لامار بشون وادعى أنه سوف «يقتله»، رد شون مدحًا، قائلاً، «حسنًا، هذا ما تحتاجه للعودة إليه، يجب أن تعود لموسيقى الهيب هوب، تلك الثقافة». في يناير 2015، تحدث شون لاحقًا عن أغنية كنترول، قائلاً إن الأغنية كانت «سلبية» وبعد شهر أصدر أغنية «مي، ماي سيلف، اند آي». في أكتوبر 2016، أصدرت بيغ شون «نو مور إنترفيوز» مع لقطات موجهة إلى لامار.

### وسائط
في مايو 2018، أُعلن أن لامار كان يخطط للخروج من سبوتيفاي. جاء ذلك بعد أن سمع أن منصة البث تهدف إلى حظر زميله الراحل مغني الراب الأمريكي إكس إكس إكس تنتايسيون من قوائم التشغيل التحريرية والخوارزمية بسبب أعماله العنيفة التي تم الإعلان عنها ضد النساء. وصلت إزالة لإكس إكس إكس تنتايسيون وكذلك أر. كيلي وفقًا لسياسة سوبتيفاي الجديدة لمحتوى الكراهية والسلوك الذي يحض على الكراهية. سعت سياسة الإزالة، التي تم تصورها في ضوء حركة #مي تو، إلى تعزيز «الانفتاح والتنوع والتسامح والاحترام» من خلال إزالة المحتوى الذي يروّج للكراهية والعنف ضد فرد أو جماعة أو يدافع عنه أو يحرض عليه على أساس الخصائص. وفقًا لصحيفة ذا غارديان، اتصل ممثل عن كيندريك لامار شخصيًا بالرئيس بالرئيس التنفيذي لشركة سبوتيفاي دانيال إك للتعبير عن إحباطه من السياسة، مدعيا أنها كانت رقابة. ذكرت بلومبيرغ أن المُمَثل تواصل مع إيك ورئيس علاقات الفنانين تروي كارتر، مهددين بسحب موسيقاه إذا حافظت الشركة على السياسة كما هي. أكد أنتوني «توب دوغ» تيفث، الرئيس التنفيذي لشركة توب دوغ إنترتينمنت، أنه هدد بإزالة الموسيقى من الخدمة في مقابلة مع بيلبورد. كان كندريك من محبي موسيقى إكس إكس تنتايسيون. قام بتغريد رابط لألبومه الأول 17 مصحوبًا بالثناء على «الأفكار الخام» لمغني الراب المثير للجدل. قال لامار: «استمع إلى هذا الألبوم إذا كنت تريد أن تشعر بأي شيء». رداً على الانتقادات، عكست سبوتيفاي سياستها وأعادت موسيقى إكس إكس إكس تنتايسيون إلى قوائم التشغيل بعد أن اتبع فنانون آخرون في التهديد بسحب أعمالهم الموسيقية.

## مشاريع تجارية
في ديسمبر 2014، أُعلن أن لامار قد بدأت شراكة مع ماركة الملابس الرياضية ريبوك. في عام 2017، أُعلن أن لامار دخلت في صفقة تعاون مع شركة نايكي.
في 5 مارس 2020، أعلن كيندريك لامار وديْف فري عن إطلاق شركة بي جي لانغ (pgLang)، التي تُوصَف بأنها شركة خدمات متعددة اللغات وصديقة للفنانين. في بيان صحفي، ادعى ديْف فري أن الشركة «ليست شركة تسجيل أو استوديو أفلام أو دار نشر. هذا شيء جديد. في هذا الوقت المفرط في التحفيز، نركز على تنمية التعبير الخام من الشراكات الشعبية». كما تضمن الإعلان «بيان المهمة المرئية»، وهو فيلم قصير مدته أربع دقائق من بطولة لامار، بيبي كيم، جورجا سميث، ويارا شهيدي.

## تأثير

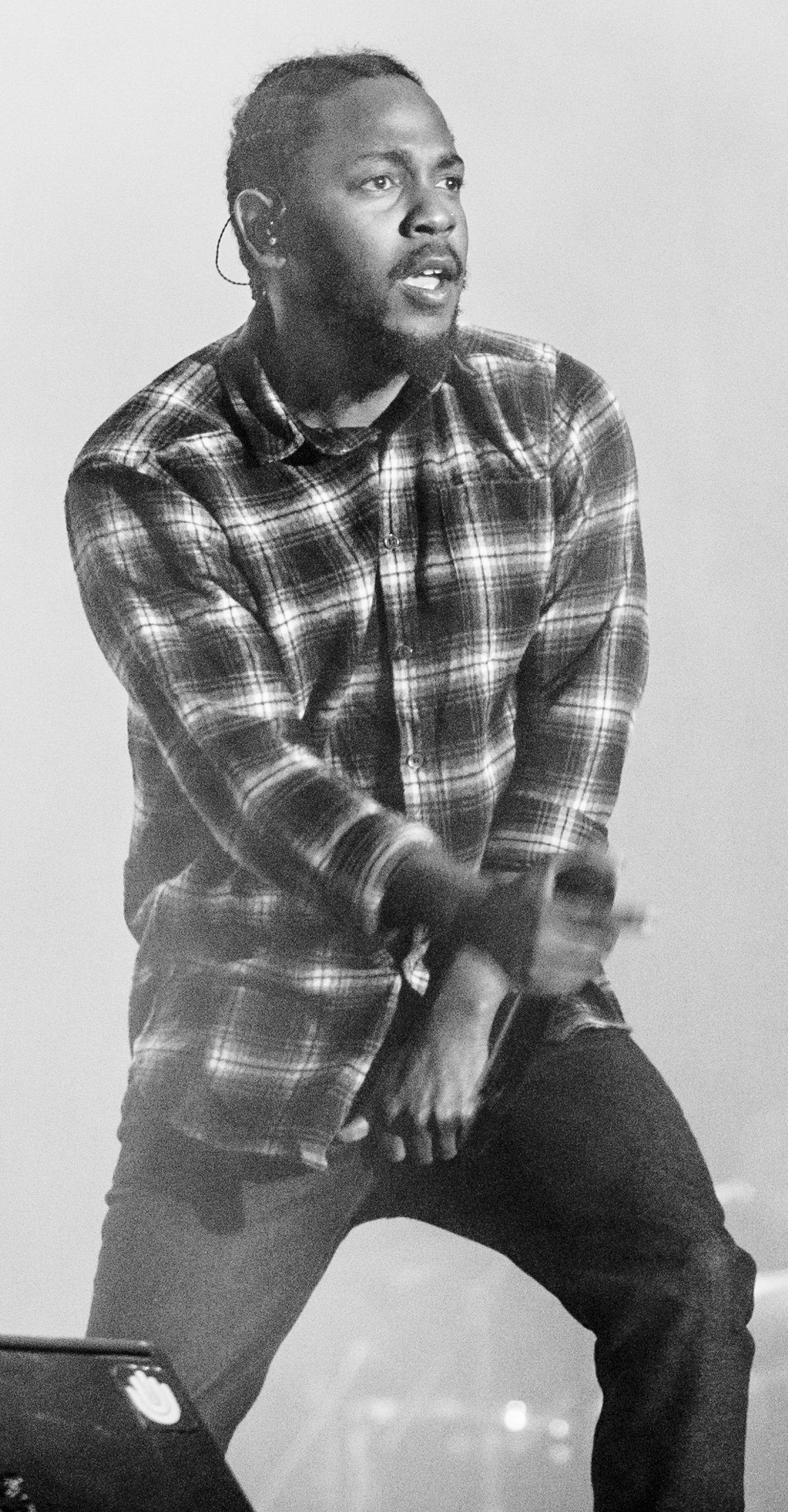
لامار في عام 2016 يؤدي في مهرجان بني قاسم الدولي في إسبانيا

تعليقًا على ديسكغرافيا لامار، كتبت محررة إسكواير (المملكة المتحدة) أوليفيا أوفينيد في عام 2020، «حتى لو لم تكن معتادًا على كتالوج لامار الخلفي، فإن تأثيره في الموسيقى موجود في كل مكان، من موسيقى الهيب هوب في الساحل الغربي الذي صنعه أندرسون. باك. إلى موسيقى التراب من غوتشي ميْن. إنه - ولن نواجه أي جدال هنا - أعظم مغني راب يصنع الموسيقى اليوم»، بينما اعتبرته صحفية ذا نيويوركر كاري باتان «أكبر فناني هيب هوب في كاليفورنيا منذ التسعينيات.» وفقًا للدراسات الأمريكية والباحث الإعلامي ويليام هوينز، فإن موسيقى الراب التقدمية لـ لامار تضعه في صف طويل من الفنانين والناشطين الأمريكيين من أصل أفريقي الذين «عملوا داخل وخارج التيار السائد لتعزيز ثقافة مضادة تعارض الصور النمطية العنصرية التي يتم نشرها من قبل الإعلام والثقافة المملوكة للبيض». اعتبر موقع هيستوري.كوم أن جائزة بوليتزر للموسيقى التي نالها لامار هي «علامة على اعتراف النخبة الثقافية الأمريكية بالهيب هوب كوسيط فني شرعي». أدرجته سي إن إن الترفيهية ضمن «الفنانين العشرة الذين غيروا الموسيقى هذا العقد» وأدرجته إن إم إي ضمن «10 فنانين حددوا فترة العقد الأول من القرن الحادي والعشرين». كاتب إن بي أر ماركوس جاي. مور لاحظ جمالية موسيقى راب-جاز الحاضرة منه، «انه في طليعة هذه الحركة، مما يثبت أنه أيضا هو كاسر القاعدة، تمامًا مثل مايلز، هيربي، كولتراين، جلاسبر وهارجروف الذين تولوا جميع المخاطر الإبداعية الجريئة لدفع موسيقى الجاز إلى منطقة مجهولة»، وذكر أن لامار يقدم موسيقى الجاز لجيل«قد يعرفه فقط من خلال مجموعات التسجيلات القديمة لوالديه.» الكاتب الأمريكي لمجلة إسكواير، مات ميلر، أبدى رأيه حول تصوير الفيديو لمغني الراب في عام 2017، ونسب الفضل إلى لامار لـ «إحياء» الفيديو الموسيقي باعتباره «شكلًا قويًا» من التعليقات الاجتماعية، مشيرًا إلى مثالين «أُلرايت» و«همبل».
استشهد العديد من الفنانين بعمله كمصدر إلهام، بما في ذلك خالد، رودي ريتش، كريستين أند ذا كوينز، جيني أيكو، واي بي إن كورداي، كار سيت هيدريت ودوا ليبا. تأثر ألبوم بلاك ستار (2016) لديفيد بوي بألبوم تو بيمب أ بترفلاي، والتي أشارت رولينغ ستون إلى أنها واحدة من الألبومات التي جعلت لامار «أعمق مغني راب في العقد وأكثرها روعة وأكثرها موسيقية وتأثيرًا».

## إنجازات

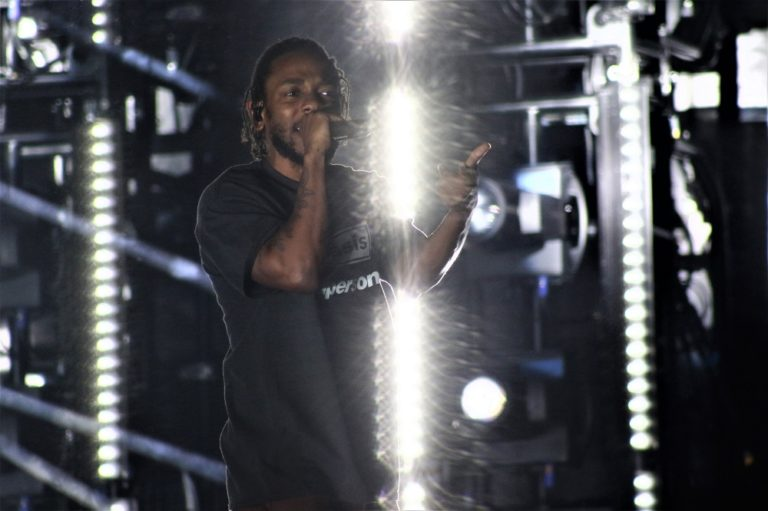
لامار في سبتمبر 2018

فاز لامار بثلاث عشرة جائزة غرامي. في حفل توزيع جوائز غرامي السابعة والخمسون في عام 2015، أكسبته أغنيته المنفردة «آي» أول فوزين له: أفضل أغنية راب وأفضل أداء راب. في حفل توزيع جوائز غرامي الثامن والخمسين، تصدر لامار قائمة الترشيحات بـ 11 ترشيح، متجاوزًا إيمينيم وكاني ويست بصفته مغني الراب الحائز على أكبر عدد من الترشيحات في ليلة واحدة، والثاني بشكل عام بعد مايكل جاكسون وبيبي فيس، اللذان يحملان الرقم القياسي بـ12 ترشيحًا. كان لامار الفنان الأكثر حصولاً على الجوائز بخمسة غرامي. غود كيد، ماد سيتي، تو بيمب أ بترفلاي ودام ترشحوا لألبوم العام، مع فوز الأخيرين بجائزة أفضل ألبوم راب. ظهرت هذه الألبومات الثلاثة في قائمة رولينع ستون المصوّت عليها صناعيًا لأعظم 500 ألبوم في كل العصور في تحديث عام 2020.
حصل لامار على شهادتين شرف في مسقط رأسه. في 11 مايو 2015، حصل على جائزة أيقونة الأجيال من مجلس الشيوخ بولاية كاليفورنيا من عضو مجلس الشيوخ إيزادور هال الثالث (دي - كومبتون) الذي يمثل الدائرة 35 في ولاية كاليفورنيا. من قاعة مجلس الشيوخ، قال لامار للهيئة التشريعية، «كوني من مدينة كومبتون ومعرفة الحدائق التي لعبت فيها والأحياء، فكرت دائمًا في مدى روعة الفرصة لرد الجميل لمجتمعي مما أفعله في الموسيقى.» في 13 فبراير 2016، قدم عمدة كومبتون بولاية كاليفورنيا آجا براون إلى لامار مفتاح المدينة «لتمثيل تطور كومبتون وتجسد الرؤية الجديدة لكومبتون».
ظهر لأول مرة في قائمة تايم لأكثر 100 شخص نفوذاً في عام 2016. ألبومه، غود كيد، ماد سيتي، تم اختياره كواحد من «أفضل 100 ألبوم أولي في كل العصور» من قبل رولنيغ ستون. تم تصنيف تو بيمب أ بتر فلاي من قبل العديد من المنشورات كأحد أفضل ألبومات العقد الثاني من القرن الحادي والعشرين، مع وضع ذا إندبندت الألبوم في المركز الأول. في عام 2015، أدرجت بيلبورد لامار في «أعظم 10 مغني راب في كل العصور». صنفت مجلة كومبلكس لامار على قائمة «أفضل 20 مغني راب في العشرينات من العمر» في 2013، 2015، و2016.
دام. فاز بجائزة بوليتزر للموسيقى لعام 2018، مما يجعل لامار أول فنان من غير جاز أو كلاسيكيات يفوز بالجائزة. عند استلام جائزته في 30 مايو 2018، قالت له مديرة بوليتزر الجديدة دانا كانيدي، وهي أول امرأة أمريكية من أصل أفريقي تقود المنظمة، «تهانينا، يبدو أننا نصنع التاريخ هذا العام».

## حياة شخصية

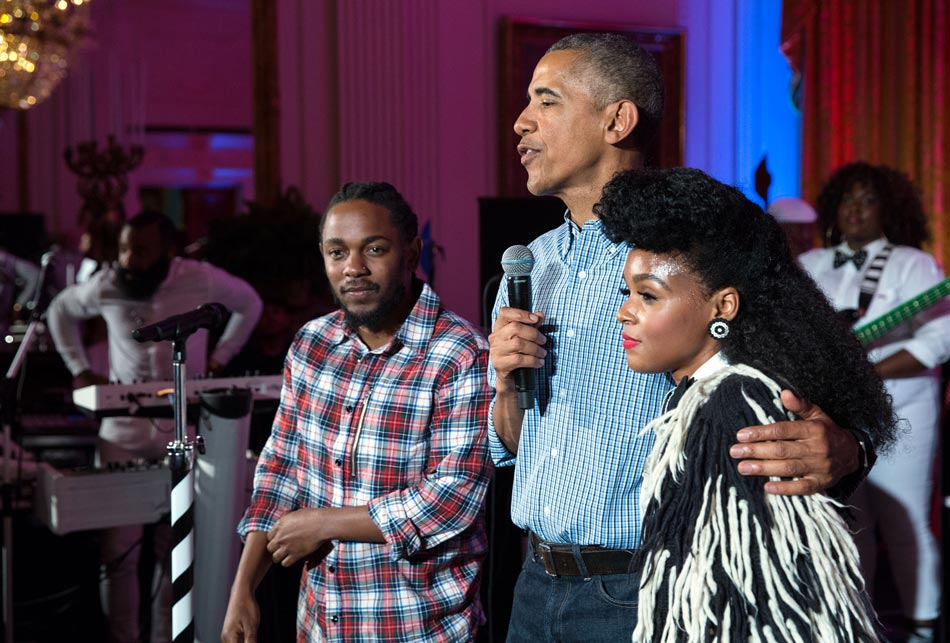
لامار (يسار) في الاحتفال بيوم استقلال البيت الأبيض 2016 مع الرئيس باراك أوباما (وسط) والمغنية جانيل موناي (يمين)

في أبريل 2015، انخرط لامار مع صديقته في المدرسة الثانوية، خبيرة التجميل ويتني ألفورد. وهي ابنة عم لاعب الدوري الاميركي للمحترفين نيك يونغ ومغني الراب بيبي كيم.
لامار هو مسيحي متدين، وقد حدث هذا بعد وفاة صديقه. لقد تحدث بصراحة عن إيمانه بموسيقاه ومقابلاته. أعلن للجمهور خلال جولة يزوس لـ كانييه ويست أنه تم تعميده في عام 2013. نسب لامار إلى الله شهرته و«خلاصه» من الجرائم التي ابتليت بها منطقة كومبتون في التسعينيات. يعتقد أيضًا أن مسيرته المهنية وحي من الله وأن لديه هدفًا أكبر لخدمة البشرية، حيث قال في مقابلة مع كومبلكس في عام 2014، «لقد حصلت على هدف أعظم، لقد وضع الله شيئًا في قلبي لأعبر عنه وهذا ما أنا عليه سأركز على استخدام صوتي كأداة والقيام بما يجب القيام به». الخطوط التمهيدية لألبومه من 2012 غود كيد، ماد سيتي تتضمن شكلاً من أشكال صلاة المُذنب. أغنيته «آي» تناقش إيمانه المسيحي. لقد ارتدى زي يسوع في يوم الهالوين في عام 2014 وأوضح، «إذا أردت أن أُمَجد شخصًا ما، فلن أفعل وحشًا مخيفًا، لن أفعل فنانًا آخر أو إنسانًا آخر - سأمجد السيد، الذي أشعر به هو السيد، وأحاول السير في نوره. إنه صعب، إنه شيء ربما لا يمكنني فعله أبدًا، لكنني سأحاول. ليس فقط مع الزي ولكن مع الحياة اليومية. الزي هو مجرد صور، لكن ما بداخلي سيعرض لفترة أطول.» يحتوي ألبومه دام لعام 2017 على موضوع متكرر يتمحور حول الدين والنضال.
في الفترة التي تسبق الانتخابات الرئاسية لعام 2012، قال لامار: «أنا لا أصوت. أنا لا أقوم بالتصويت، سأبقي الأمر صريحًا معك. أنا لا أؤمن بأي من الهراء الذي يحدث في العالم.» ومضى يقول إن التصويت كان عديم الفائدة: «عندما أقول إن الرئيس لا يستطيع حتى السيطرة على العالم، فأنت تعلم بالتأكيد أن هناك شيئًا آخر يضغط على الأزرار. يمكنهم أن يفعلوا ما يريدون فعله، فنحن جميعًا دمى.» قبل عدة أيام من الانتخابات الرئاسية لعام 2012، عكس ادعائه السابق بأنه لن يصوت وقال إنه كان يصوت لباراك أوباما لأن ميت رومني لم يكن لديه «قلب طيب». التقى لامار لاحقًا بأوباما في يناير 2016 للترويج لتحدي حارس أخي. وفي حديثه عن الاجتماع، قال لامار: «نميل إلى نسيان أن الأشخاص الذين وصلوا إلى منصب معين بأنهم بشر». قبل الاجتماع، قال أوباما في مقابلة إن أغنيته المفضلة لعام 2015 كانت أغنية لامار «هاو متش أ دولار كوست».

## ديسكغرفيا
ألبومات الاستوديو
- سكشن 80 (2011)
- غود كيد، ماد سيتي (2012)
- تو بيمب أ بترفلاي (2015)
- دام (2017)
- مستر مورال آند ذا بيغ ستِبرز (2022)
- جي ان اكس (2024)

## فيلموغرافيا
| سنة  | لقب | دور     | ملاحظات                  |
| ---- | --- | ------- | ------------------------ |
| 2018 | قوة | الأربطة | الحلقة: "يوم ميلاد سعيد" |

## جولات الحفل
عنوان
- جولة سكشن 80 (2011)[140][141]
- جولة غود كيد، ماد سيتي العالمية (2013)[142][143]
- جولة جلسات كونتا جروف (2015)[144]
- جولة ذا دام (2017-18)[145]

عنوان مشترك
- جولة تشامبيونشيب (مع فناني توب دوغ إنترتينمنت) (2018)[146]

دعم
- كاني ويست - جولة يزوس (2013–14)[147][148]
- دريك - جولة نادي الجنة (2012)[147][148]

## وصلات خارجية
- كيندريك لامار على موقع IMDb (الإنجليزية)
- كيندريك لامار على موقع الموسوعة البريطانية (الإنجليزية)
- كيندريك لامار على موقع ميوزك برينز (الإنجليزية)
- كيندريك لامار على موقع رولينغ ستون (الإنجليزية)
- كيندريك لامار على موقع إن إن دي بي (الإنجليزية)
- كيندريك لامار على موقع أول ميوزيك (الإنجليزية)
- كيندريك لامار على موقع ديسكوغز (الإنجليزية)
- كيندريك لامار على موقع ديسكوغز (الإنجليزية)
- كيندريك لامار على موقع ديسكوغز (الإنجليزية)
- كيندريك لامار على موقع قاعدة بيانات الفيلم (الإنجليزية)

الموقع الإلكتروني